# Ken Hawkes
Kenneth Kilby Hawkes, più conosciuto come Ken Kilby (Easington, 6 maggio 1933 – 2 febbraio 2015) è stato un calciatore inglese, di ruolo difensore.

## Biografia
Anche suo fratello Barry è stato a sua volta un calciatore professionista; i due in alcune stagioni hanno anche militato nei medesimi club.

## Carriera
Nel 1951 passa dai dilettanti dello Shotton Colliery al Luton Town, club di seconda divisione, in cui inizialmente gioca a livello giovanile; nel corso della prima metà degli anni '50 gioca nella squadra riserve del club (nel frattempo promosso in prima divisione) ma, anche a causa del servizio militare, gioca in modo abbastanza sporadico (venendo anche di tanto in tanto schierato in campo in campionati minori in rappresentative sportive dell'esercito britannico) e riesce ad aggregarsi in modo stabile alla prima squadra degli Hatters solamente a partire dalla stagione 1957-1958, nella quale gioca 22 partite in First Division. Nella stagione 1958-1959 diventa titolare fisso: segna infatti un gol in 40 partite di campionato e fa parte della rosa che raggiunge (e perde) la finale della FA Cup 1958-1959 (la prima nella storia del club). L'anno seguente gioca anche a causa di alcuni problemi fisici solamente 22 partite, mentre nella stagione 1960-1961, disputata in seconda divisione dopo la retrocessione dell'anno precedente, gioca solamente 6 partite, a causa di ricorrenti problemi fisici, che lo portano alla decisione di richiedere di essere ceduto: trascorre quindi la stagione 1961-1962 al Peterborough Utd, club di terza divisione, dove però a causa di un braccio rotto e successivamente di un'operazione ad una cartilagine del ginocchio gioca solamente una partita: a fine stagione decide di abbandonare il calcio professionistico e di tornare a vivere a Luton, città a cui era legato (avendo anche sposato una ragazza del luogo); qui, continua per un paio di stagioni a giocare a livello semiprofessionistico in cub della zona: nella stagione 1962-1963 gioca 5 partite (2 delle quali in Southern Football League) al Bedford Town (in cui era tesserato anche suo fratello Barry) senza mai segnare, mentre l'anno seguente fa parte della rosa del St Neots Town. Infine, veste anche la maglia dei dilettanti del Dunstable Town.